# Aeretes melanopterus
Aeretes melanopterus es una especie de roedor de la familia Sciuridae. Es monotípico dentro del género  Aeretes.

## Distribución geográfica
Es  endémica de China.

## Hábitat
Su hábitat natural son: los bosques templados.